# Украинский миротворческий контингент в Кот-д’Ивуаре
Украинский миротворческий контингент в Кот-д’Ивуаре — подразделение вооружённых сил Украины в составе миротворческого контингента ООН в Кот-д’Ивуаре.
Украинский контингент был направлен в состав миротворческих сил ООН в Кот-д’Ивуаре в ноябре 2010 года из Либерии.

## Развёртывание
4 ноября 2010 года Верховная Рада большинством голосов приняла закон «Про схвалення рішення Президента України щодо участі миротворчого контингенту України в наданні оперативної підтримки Місії ООН у Кот-д’Івуарі», в соответствии с которым 26 ноября 2011 года авиагруппа из состава 56-го отдельного вертолётного отряда (два вертолёта МИ-8МТ и 25 военнослужащих) была переброшена из Либерии в Кот-д’Ивуар.
Кроме того, вертолёты Ми-8МТВ-1 министерства обороны Украины, переданные в аренду авиакомпании ЗАО «Украинские вертолёты», осуществляли перевозки пассажиров и грузов по территории Кот-д’Ивуара.
4 февраля 2011 года Верховная Рада приняла закон об одобрении решения СНБО Украины о увеличении общей численности украинского миротворческого контингента в Кот-д’Ивуаре до 60 человек
- в дополнение к 23 военнослужащим и 2 вертолётам Ми-8МТ украинской вертолётной группы, которые базировались на территории международного аэропорта в городе Буаке, было принято решение отправить в страну три боевых вертолёта Ми-24П[5] с экипажами и наземным обслуживающим персоналом[6].

Охрану украинской авиагруппы и международного аэропорта в городе Буаке осуществляло подразделение военнослужащих Пакистана из миротворческого контингента ООН в Кот-д’Ивуаре.
9 декабря 2011 года Верховная Рада Украины большинством голосов приняла закон № 9566 (за законопроект проголосовали 236 депутатов), в соответствии с которым в Кот д’Ивуар было направлено усиление из состава украинского миротворческого контингента в Либерии. Усиление контингента ООН на период до 31 декабря 2011 года потребовалось в связи с проведением запланированных на 11 декабря 2011 года парламентских выборов в Кот-д`Ивуаре.
В июле 2013 года в состав контингента из Либерии были переброшены ещё 10 военнослужащих.
По состоянию на начало августа 2014 года, общая численность украинского контингента в Кот-д’Ивуаре составляла 250 человек. 

## Происшествия

### 2011
- 1 марта в городе Порт-Буэ двое граждан Украины были похищены боевиками группировки «Молодые патриоты»[10], через несколько часов, после переговоров представителей ООН в Кот-д’Ивуаре с начальником штаба вооружённых сил страны они были освобождены и отпущены[11].
- В ночь на 5 апреля два вертолёта Ми-24П украинского контингента в Кот-д’Ивуаре, обстреляли из 30-мм пушек укрытия с военной техникой и уничтожили склад с оружием и артиллерийскими снарядами сил президента Лорана Гбагбо на военной базе «Акуедо» в Абиджане, выполняя задачу командования миротворческих сил ООН[12]. Во время атаки, по украинским Ми-24 открыли огонь с земли, но пилоты успели совершить противозенитный манёвр и ушли на вираже со скольжением[13]. Официальный представитель Л. Гбагбо заявил протест[14].
- 19 апреля в Кот д’Ивуаре погиб один из миротворцев — майор Вячеслав Сулин[15].

### 2016
- 13 марта группа неизвестных лиц открыла огонь по туристам на пляже курортного города Гранд-Бассам, в результате была ранена сотрудник полицейской миссии ООН в Кот-д’Ивуаре, майор Елена Ляхова (она получила ранение в лицо и была госпитализирована)[16].

## Свёртывание
12 августа 2014 депутат Верховной Рады А. С. Гриценко призвал правительство Украины вернуть на Украину вертолёты, находящиеся в составе миротворческих контингентов в Африке, однако решение не было принято, поскольку принятое в одностороннем порядке решение о прекращении участия в операции ООН и эвакуация украинского контингента на Украину не только требовали времени и денежных расходов, но также ухудшили репутацию Украины. Кроме того, такое решение могло инициировать в отношении Украины санкции со стороны ООН — поскольку в соответствии с процедурами ООН, Киев должен предупредить международный секретариат ООН о решении досрочно возвратить контингент за три месяца до даты отзыва своих миротворцев, чтобы Организация Объединенных Наций могла найти замену уходящему контингенту.
В январе 2016 года стало известно о планах вывода украинского контингента из Кот-д’Ивуара в Либерию в феврале 2016 года в связи с сокращением численности контингента ООН в стране. В дальнейшем, общая численность военнослужащих Украины в Кот-д’Ивуаре была уменьшена до 1 штабного офицера.